# Scarlet and Other Stories
Scarlet and Other Stories è il secondo album in studio del gruppo rock inglese All About Eve, pubblicato nel 1989.

## Tracce
1. Road to Your Soul
2. Dream Now
3. Gold and Silver
4. Scarlet
5. December
6. Blind Lemon Sam
7. More Than the Blues
8. Tuesday's Child
9. Pieces of Our Heart
10. Hard Spaniard
11. The Empty Dancehall
12. Only One Reason
13. The Pearl Fishermen

## Formazione
Gruppo
- Julianne Regan - voce, tastiera
- Tim Bricheno - chitarra, tastiera, banjo
- Andy Cousin - basso, tastiera
- Mark Price - batteria, percussioni

Altri musicisti
- Caroline Lavelle - violoncello
- Paul Samwell-Smith - tastiera, cori
- Ric Sanders - violino